# Jimmy Medranda
Jimmy Gerardo Medranda Obando (Mosquera, 7 febbraio 1994) è un calciatore colombiano, difensore del Deportivo Cali.

## Caratteristiche tecniche
È un difensore centrale.

## Carriera
Cresciuto nelle giovanili del Deportivo Pereira, ha esordito il 3 aprile 2012 in occasione del match vinto 3-2 contro l'Uniautónoma.
Dopo essere rimasto svincolato, il 23 dicembre 2022 viene ufficializzato il passaggio di Medranda al Columbus Crew.

## Statistiche

### Presenze e reti nei club
Statistiche aggiornate al 4 ottobre 2022.
| Stagione                    | Squadra                     | Campionato                  | Campionato | Campionato | Coppe nazionali | Coppe nazionali | Coppe nazionali | Coppe continentali | Coppe continentali | Coppe continentali | Altre coppe | Altre coppe | Altre coppe | Totale | Totale | Totale |
| Stagione                    | Squadra                     | Comp                        | Pres       | Reti       | Comp            | Pres            | Reti            | Comp               | Pres               | Reti               | Comp        | Pres        | Reti        | Pres   | Reti   |        |
| --------------------------- | --------------------------- | --------------------------- | ---------- | ---------- | --------------- | --------------- | --------------- | ------------------ | ------------------ | ------------------ | ----------- | ----------- | ----------- | ------ | ------ | ------ |
| 2012                        | Deportivo Pereira           | B                           | 2          | 0          | CC              | 1               | 0               |                    | -                  | -                  |             | -           | -           | 3      | 0      |        |
| 2013                        | Deportivo Pereira           | B                           | 7          | 1          | CC              | 6               | 1               |                    | -                  | -                  |             | -           | -           | 13     | 2      |        |
| Totale Deportivo Pereira    | Totale Deportivo Pereira    | Totale Deportivo Pereira    | 9          | 1          |                 | 7               | 1               |                    | -                  | -                  |             | -           | -           | 16     | 2      |        |
| 2013                        | Sporting K.C.               | MLS                         | 1          | 0          | USOC            | 0               | 0               | CCC                | 0                  | 0                  |             | -           | -           | 1      | 0      |        |
| 2014                        | Sporting K.C.               | MLS                         | 5          | 0          | USOC            | 0               | 0               | CCC                | 1                  | 0                  |             | -           | -           | 6      | 0      |        |
| 2014                        | OKC Energy                  | USL                         | 9          | 0          | USOC            | 0               | 0               |                    | -                  | -                  |             | -           | -           | 9      | 0      |        |
| 2015                        | Sporting K.C.               | MLS                         | 7          | 0          | USOC            | 0               | 0               |                    | -                  | -                  |             | -           | -           | 7      | 0      |        |
| 2016                        | Sporting K.C.               | MLS                         | 28+1       | 1          | USOC            | 2               | 0               | CCC                | 1                  | 0                  |             | -           | -           | 32     | 1      |        |
| 2016                        | Swope P.R.                  | USL                         | 1          | 0          | USOC            | 0               | 0               |                    | -                  | -                  |             | -           | -           | 1      | 0      |        |
| 2017                        | Sporting K.C.               | MLS                         | 33+1       | 2          | USOC            | 5               | 0               |                    | -                  | -                  |             | -           | -           | 39     | 2      |        |
| 2018                        | Sporting K.C.               | MLS                         | 12         | 2          | USOC            | 0               | 0               |                    | -                  | -                  |             | -           | -           | 12     | 2      |        |
| 2019                        | Sporting K.C.               | MLS                         | 10         | 0          | USOC            | 0               | 0               |                    | -                  | -                  |             | -           | -           | 10     | 0      |        |
| Totale Sporting Kansas City | Totale Sporting Kansas City | Totale Sporting Kansas City | 98         | 5          |                 | 7               | 0               |                    | 2                  | 0                  |             | -           | -           | 107    | 5      |        |
| 2020                        | Nashville                   | MLS                         | 1          | 0          |                 | -               | -               |                    | -                  | -                  |             | -           | -           | 1      | 0      |        |
| 2020                        | Seattle Sounders            | MLS                         | 2+1        | 0          |                 | -               | -               |                    | -                  | -                  |             | -           | -           | 3      | 0      |        |
| 2021                        | Seattle Sounders            | MLS                         | 25         | 4          |                 | -               | -               | LC                 | 3                  | 0                  |             | -           | -           | 28     | 4      |        |
| 2022                        | Seattle Sounders            | MLS                         | 21         | 0          | USOC            | 1               | 1               | CCL                | 1                  | 0                  |             | -           | -           | 23     | 1      |        |
| Totale Seattle Sounders     | Totale Seattle Sounders     | Totale Seattle Sounders     | 48+1       | 4          |                 | 1               | 1               |                    | 4                  | 0                  |             | -           | -           | 54     | 5      |        |
| 2023                        | Columbus Crew               | MLS                         | -          | -          | USOC            | -               | -               |                    | -                  | -                  |             | -           | -           | -      | -      |        |
| Totale carriera             | Totale carriera             | Totale carriera             | 167        | 10         |                 | 15              | 2               |                    | 6                  | 0                  |             | -           | -           | 188    | 12     |        |

## Palmarès

### Club

#### Competizioni nazionali
- Campionato MLS: 2

Sporting Kansas City: 2013
Columbus Crew: 2023
- Lamar Hunt U.S. Open Cup: 2

Sporting Kansas City: 2015, 2017

#### Competizioni internazionali
- CONCACAF Champions League: 1

Seattle Sounders: 2022